# Viktor Brandt
Pour les articles homonymes, voir Brandt.
Viktor Brandt, né le 8 juillet 1999 à Karlstad, est un biathlète suédois, champion du monde de relais en 2024. Son frère Oskar pratique également le biathlon à haut niveau.

## Biographie
Viktor Brandt participe pour la première fois aux Championnats du monde de la jeunesse en 2017, sans obtenir de résultat remarquable. Le Suédois fait ses débuts en Coupe IBU en novembre 2021 à Idre. Il obtient notamment une septième place sur le deuxième sprint de cette étape inaugurale. Au début de l'année 2022 il monte sur son premier podium en compagnie d'Elisabeth Högberg (2e du relais mixte simple à Obertilliach). Brandt participe aux Championnats d'Europe et se classe 21e de l'individuel.
Il dispute toute la saison 2022-2023 de la Coupe IBU avec quelques résultats notables comme une septième place sur la mass-start 60 à Ridnaun et une quatrième place en relais mixte simple avec Ella Halvarsson à Canmore. Il fait ses débuts en Coupe du monde lors de la dernière étape de la saison à Östersund et se classe 47e de l'individuel.
Brandt débute l'hiver suivant en coupe du monde, toujours à Östersund, mais à cause de sa mauvaise performance sur l'individuel il retourne immédiatement en coupe IBU. Fort de trois top 8 consécutifs à Sjusjoen, il est rappelé en Coupe du monde pour le deuxième « trimestre » en janvier 2024. Il marque ses premiers points à Antholz (32e de l'individuel court). Il dispute ensuite les championnats d'Europe de biathlon 2024 avant d'être appelé pour compléter la sélection suédoise aux Championnats du monde de biathlon 2024 à Nové Město en Moravie. Il signe lors de ces mondiaux sa meilleure performance individuelle (24e du sprint) et les entraîneurs lui confient en fin de championnats la place de premier relayeur dans l'équipe suédoise de relais. Avec deux pioches au tir il signe une performance honorable, passant le relais en sixième position à une vingtaine de secondes de la tête. Ses coéquipiers Jesper Nelin, Martin Ponsiluoma et Sebastian Samuelsson réalisent tous d'excellentes prestations, et finalement la Suède profite de la défaillance norvégienne lors du dernier tir pour s'envoler vers la victoire. Viktor Brandt est sacré champion du monde du relais. Historiquement il s'agit également du tout premier titre mondial de la Suède en relais masculin.

## Palmarès

### Championnats du monde
| Édition / Épreuve | Individuel | Sprint | Poursuite | Mass start | Relais               | Relais mixte | Relais mixte simple |
| ----------------- | ---------- | ------ | --------- | ---------- | -------------------- | ------------ | ------------------- |
| Nové Město 2024   | —          | 24e    | 33e       | —          | Médaille d'or, monde | —            | —                   |
| Lenzerheide 2025  | 42e        | 60e    | 51e       | —          | 4e                   | —            | —                   |

Légende :
- : première place, médaille d'or
- : deuxième place, médaille d'argent
- : troisième place, médaille de bronze
- — : non disputée par Nelin
- : pas d'épreuve

### Coupe du monde
- Meilleur classement général : 40e en 2025.
- Meilleur résultat individuel : 9e.
- 5 podiums en relais : 1 victoire, 1 deuxième place et 3 troisièmes places.

Mis à jour le 23 mars 2025.

#### Classements en Coupe du monde
| Saison    | Individuel | Individuel | Individuel | Sprint  | Sprint | Sprint | Poursuite | Poursuite | Poursuite | Mass start | Mass start | Mass start | Général | Général | Général    |
| Saison    | Courses    | Points     | Class.     | Courses | Points | Class. | Courses   | Points    | Class.    | Courses    | Points     | Class.     | Courses | Points  | Classement |
| --------- | ---------- | ---------- | ---------- | ------- | ------ | ------ | --------- | --------- | --------- | ---------- | ---------- | ---------- | ------- | ------- | ---------- |
| 2022-2023 | 1          | 0          | n.c.       |         |        |        |           |           |           |            |            |            | 1       | 0       | n.c.       |
| 2023-2024 | 2 / 3      | 26         | 35e        | 4 / 7   | 4      | 68e    | 2 / 7     | 2         | 78e       | 0 / 4      |            |            | 8 / 21  | 32      | 62e        |
| 2024-2025 | '          | '          | 53e        | '       | '      | 45e    | '         | '         | 24e       | '          | '          | 42e        | '       | 151     | 40e        |

#### Résultats détaillés en Coupe du monde
| 2022-2023 |        |        |    |        |        |        |        |    |        |        |        |    |        |        | .      | .      | .  | .  |        |    |        |    |        |         |    |  | n.c |
| 2022-2023 | IN     | SP     | PU | SP     | PU     | SP     | PU     | MS | SP     | PU     | IN     | MS | SP     | PU     | SP     | PU     | IN | MS | SP     | PU | IN 47e | MS | SP     | PU Ann. | MS |  | n.c |
| 2023-2024 |        |        |    |        |        |        |        |    |        |        |        |    |        |        | .      | .      | .  | .  |        |    |        |    |        |         |    |  | 62e |
| 2023-2024 | IN 89e | SP     | PU | SP     | PU     | SP     | PU     | MS | SP 59e | PU 54e | SP 65e | PU | SI     | MS     | SP 24e | PU 33e | IN | MS | IN 24e | MS | SP 79e | PU | SP 37e | PU 39e  | MS |  | 62e |
| 2024-2025 |        |        |    |        |        |        |        |    |        |        |        |    |        |        | .      | .      | .  | .  |        |    |        |    |        |         |    |  | 40e |
| 2024-2025 | SI 52e | SP 41e | MS | SP 54e | PU 53e | SP 52e | PU 46e | MS | SP 43e | PU 24e | IN 33e | MS | SP 51e | PU 18e | SP 60e | PU 51e | IN | MS | SP     | PU | IN     | MS | SP     | PU      | MS |  | 40e |